# Віллі Велленс
Віллі Велленс (фр. Willy Wellens, нар. 29 березня 1954, Діст) — бельгійський футболіст, що грав на позиції півзахисника.
Виступав, зокрема, за клуби «Стандард» (Льєж), «Брюгге» та «Беєрсхот», а також національну збірну Бельгії.

## Клубна кар'єра
У дорослому футболі дебютував 1972 року виступами за команду «Льєрс», в якій провів два сезони, взявши участь у 30 іграх чемпіонату. 
1974 року Велленс перейшов у «Моленбек», з яким у першому ж сезоні став чемпіоном Бельгії. У Кубку УЄФА 1976/77 команда з Велленсом змогла дійти до півфіналу, поступившись там іспанському «Атлетіку Більбао». Він продовжував грати за клуб до 1978 року, коли команда поступово стала менш успішною.
У 1978 році Велленс перейшов до «Стандарда» (Льєж), одного з бельгійських грандів. У 1980 році «Стандард» посів друге місце, а в 1981 році здобув Кубок та Суперкубок Бельгії. Того ж року «Стандард» зміг дійти до чвертьфіналу Кубка УЄФА 1980/81, де програв західнонімецькому «Кельну». Всього Велленс відіграв за команду з Льєжа три сезони своєї ігрової кар'єри. Більшість часу, проведеного у складі «Стандарда», був основним гравцем команди.
1981 року Велленс уклав контракт з клубом «Брюгге». У своєму першому сезоні команда посіла лише 15 місце в чемпіонаті, але з приходом тренера Георга Кесслера команда досягла кращих результатів, посівши п'яте і третє місця відповідно. У 1983 році команда програла у фіналі Кубка «Беверену». Команда також досягла успіху з приходом нового тренера Генка Говарта, ставши віце-чемпіоном в 1985 і 1986 роках, а в 1986 році також здобула Кубок Бельгії після перемоги у фіналі з рахунком 3:0 над клубом «Серкль Брюгге». На європейському рівні команда була менш успішною і щоразу вилітала в першому чи другому раунді. Загалом у складі клубу Віллі провів п'ять років своєї кар'єри гравця. Граючи у складі «Брюгге» також здебільшого виходив на поле в основному складі команди і був одним з головних бомбардирів команди, маючи середню результативність на рівні 0,36 гола за гру першості.
З 1986 року півзахисник три сезони захищав кольори клубу «Беєрсхот», після чого по сузону провів у клубах «Кортрейк» та «Моленбек».
Згодом з 1991 по 1993 рік грав у складі «Серкля», а завершив ігрову кар'єру у друголіговій команді «Мехелен», за яку виступав протягом 1993—1994 років. Загалом Велленс провів 596 ігор у вищому дивізіоні, що є другим результатом за кількістю ігор, яку будь-коли грав гравець у першому бельгійському дивізіоні. Лише Раймонд Момменс виступив краще з 613 матчами. У всіх цих матчах Велленс забив 166 голів.

## Виступи за збірну
22 травня 1976 року дебютував в офіційних іграх у складі національної збірної Бельгії у відбірковому матчі чемпіонату Європи 1976 проти Нідерландів (1:2)
У складі збірної був учасником чемпіонату Європи 1980 року в Італії, де разом з командою здобув «срібло», але на поле на турнірі не виходив.
Загалом протягом кар'єри в національній команді, яка тривала 6 років, провів у її формі 7 матчів.

## Титули і досягнення
- Чемпіон Бельгії (1):

«Моленбек»: 1974/75
- Володар Кубка Бельгії (2):

«Стандард» (Льєж): 1980/81
«Брюгге»: 1985/86
- Володар Суперкубка Бельгії (1):

«Стандард» (Льєж): 1980